# Terphothrix nigrisparsus
Terphothrix nigrisparsus är en fjärilsart som beskrevs av Butler 1878. Terphothrix nigrisparsus ingår i släktet Terphothrix och familjen tofsspinnare. Inga underarter finns listade i Catalogue of Life.